# Pepuza
Pepuza (en llatí Pepuza, en grec antic Πέπουζα) va ser una ciutat de l'oest de Frígia que és esmentada tardanament. Va donar nom a una secta herètica, el montanisme, esmentada per Epifani, que diu que al seu temps (segle iv) la ciutat ja estava abandonada. Són probablement unes ruïnes al sud de la província d'Uşak, al districte de Karahallı.
Des de l'any 2001, Peter Lampe, de la Universitat de Heidelberg ha dirigit campanyes anuals arqueològiques a Frígia, Turquia. Durant aquestes campanyes interdisciplinàries, juntament amb William Tabbernee de Tulsa, es van descobrir nombrosos assentaments antics desconeguts que van ser documentats arqueològicament. Dos d'ells són els millors candidats fins ara en la recerca de la identificació dels dos centres sagrats dels antics montanistes, Pepuza i Timion. Els estudiosos han estat buscant aquests llocs perduts des del segle xix.
L'antic assentament a la zona de Karahallı, a prop del poble de Karayakuplu, va ser descobert i identificat com a Pepuza per William Tabbernee i Lampe. Durant l'Imperi Romà d'Orient, un important monestir excavat a la roca pertanyia a la ciutat.